# مثور آل حمود (حريضة)

تعديل مصدري - تعديل

مثور آل حمود هي إحدى قرى عزلة حريضة بمديرية حريضة التابعة لمحافظة حضرموت، بلغ تعداد سكانها 81 نسمة حسب تعداد اليمن لعام 2004.